# Il libro dei perché
Il libro dei perché è un libro per ragazzi dell'autore italiano Gianni Rodari, uscito postumo nel 1984.

## Storia editoriale
Dal 18 agosto 1955 Rodari tenne su l'Unità una rubrica settimanale di risposte alle domande che gli ponevano i bambini, intitolata Il libro dei perché e durata con alcune interruzioni fino al 25 ottobre 1956. Dal 25 maggio 1957 al 5 giugno 1958 la rubrica riprese col titolo La posta dei perché. Le domande e le risposte furono raccolte e pubblicate in volume nel 1984.

## Contenuto
Rodari risponde alle domande dei bambini, sui temi più svariati, con spiegazioni di tipo scientifico oppure fantasiose, queste ultime sotto forma di filastrocche o di storielle in prosa. 
Spesso l'autore prende di mira i luoghi comuni contenuti nei "vecchi proverbi", rappresentati come vecchi sclerotici.

## Edizioni
- Il libro dei perché, collana Universale letteratura per ragazzi, illustrazioni di Emanuele Luzzati, a cura di Marcello Argilli, Roma, Editori Riuniti, 1984, ISBN 88-359-2762-5.
- Marcello Argilli (a cura di), Il libro dei perché, collana Universale economica/ragazzi, illustrazioni di Emanuele Luzzati, edizione con floppy disk, n. 12, Roma, Editori Riuniti, 1995, ISBN 88-359-4009-5.
- Il libro dei perché, illustrazioni di Vittoria Facchini, Collezione Matite italiane, Roma, Editori Riuniti, 2001, ISBN 88-359-5104-6.
- Il libro dei perché, collana La biblioteca di Gianni Rodari, illustrazioni di Giulia Orecchia, San Dorligo della Valle (TS), Einaudi Ragazzi, 2011, ISBN 978-88-7926-888-2. Collana La biblioteca della fantasia n. 3, Il Sole 24 Ore, 2012; collana Opere di Rodari, n. 2, allegata a Corriere della Sera - La Gazzetta dello Sport, RCS, 2015; collana Gold, Einaudi Ragazzi, 2018, ISBN 978-88-665-6437-9; collana I capolavori di Gianni Rodari, n. 2, con TV Sorrisi e Canzoni - La Repubblica, Mondadori-GEDI, 2018, ISBN 978-88-7926-888-2; collana 100 Gianni Rodari, n. 6, con Corriere della Sera - La Gazzetta dello Sport, RCS, 2020.
- Il libro dei perché, illustrazioni di Raffaella Bolaffio, 4 voll., San Dorligo della Valle, Emme Edizioni, 2013, ISBN 978-88-6714-091-6.
- Il libro dei perché, in  La voce della fantasia, collana La biblioteca di Gianni Rodari, illustrazioni di Raffaella Bolaffio, San Dorligo della Valle, Einaudi Ragazzi, 2014, ISBN 978-88-6656-215-3.
- Il libro dei perché, collana La biblioteca dei Ragazzi, n. 9, Milano, Gea Publishing, 2017, ISBN 978-88-6714-091-6.
- (EN) The Book of Whys, Enchanted Lion Books, New York, 2024, ISBN 978-1-59270-364-7.